# Вабч (Куявсько-Поморське воєводство)
Вабч (пол. Wabcz, нім. Wabsch) — село в Польщі, у гміні Стольно Хелмінського повіту Куявсько-Поморського воєводства.
Населення — 561 особа (2011).
У 1975-1998 роках село належало до Торунського воєводства.

## Демографія
Демографічна структура станом на 31 березня 2011 року:
|          | Загалом | Допрацездатний вік | Працездатний вік | Постпрацездатний вік |
| -------- | ------- | ------------------ | ---------------- | -------------------- |
| Чоловіки | 296     | 73                 | 192              | 31                   |
| Жінки    | 265     | 56                 | 157              | 52                   |
| Разом    | 561     | 129                | 349              | 83                   |